# 탭댄스
탭댄스(tap dance)는 미국 남부의 흑인 춤에서 유래된 현대 무용 중 하나로 탭슈즈로 바닥을 치는 소리를 타악기처럼 사용하는 것이 특징이다.
탭댄스의 음색은 밑창의 앞쪽과 뒤쪽에 금속 "탭"(징)이 박힌 특수한 신발로 만들어진다.
현재 탭댄스에는 리듬 탭이나 뮤지컬 탭 등의 스타일이 있으며 점차 다양화되고 있다.
'리듬 탭'(재즈 탭)은 비트를 중시하고 단계를 통해 음악을 만들어가는 스타일이다. 리듬탭 분야의 사람들은 스스로를 재즈의 일부로 여기기도 한다.
'뮤지컬 탭' 은 영국 극문화에 기반을 두고 있다. 브로드웨이 뮤지컬에 볼 수 있도록 탭 뿐만 아니라 몸 전체의 움직임도 중시하고 노래에 맞춰서 춤을 추는 스타일로 '브로드웨이 탭'이라고도 불린다.
'클래시컬 탭'은 유럽의 전통(또는 클래식) 음악과  폭 넓은 전신동작을 특징으로 갖는 미국식 발구르기(foot drumming) 퍼커션이 결합된 형태를 띠고 있다.
'포스트모던 탭', 또는 '컨템포러리 탭'은 지난 30년동안 추상적 표현, 주제적인 이야기와 기술력을 포함하며 생성되어왔다.

## 같이 보기
- 플라멩코
- 아이리시 댄스